# Cinema de gàngsters

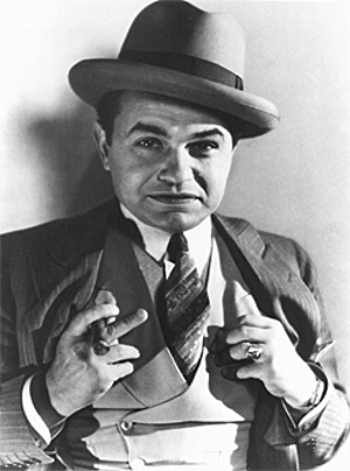
Edward G. Robinson a Little Caesar (1931)

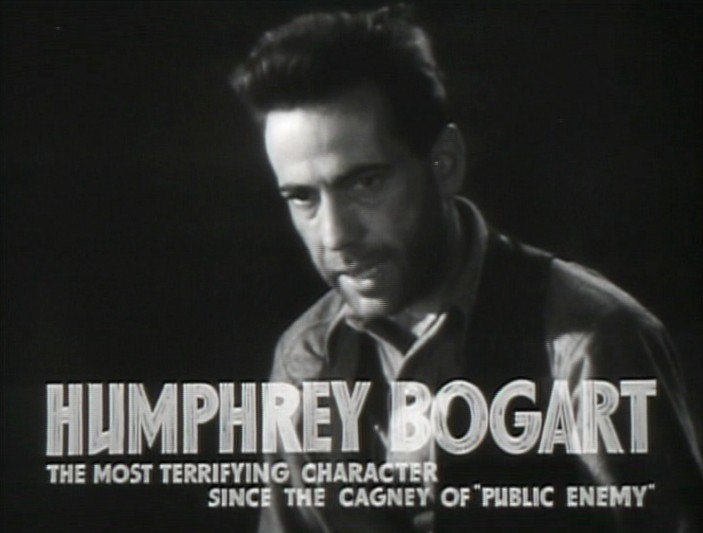
Humphrey Bogart a The Petrified Forest (1936)

James Cagney a Angels with Dirty Faces (1938)

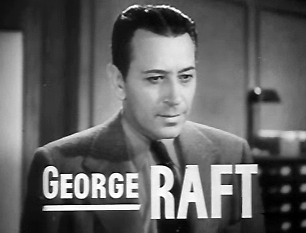
George Raft a Invisible Stripes (1939)

Es coneix com a cinema de gàngsters al gènere cinematogràfic que té com a tema principal el crim organitzat. A diferència d'altres gèneres, en els que el tema central és el delicte, en el cinema de gàngsters predomina el punt de vista del propi criminal, fet que fa que molts d’aquests films resultin moralment ambigus; en ocasions, obres d’aquest gènere han sigut acusades de glorificació de la violència, fet pel qual han tingut freqüents problemes amb la censura.
A la dècada del 1930, l'etapa de formació del gènere, les pel·lícules més emblemàtiques van ser The Public Enemy (1931), de William A. Wellman, i Els turbulents anys vint (1939), de Raoul Walsh, ambdues protagonitzades per James Cagney. Després de la Segona Guerra Mundial, el cinema de gàngsters va decaure i va ser substituït en l’aprecio del públic pel cinema negre, amb el que no es deu confondre tot i que existeixin entre ells nombroses similituds. A partir de la dècada de la dècada del 1970, el cinema de gàngsters va assolir una nova època d’auge, en la que destaquen obres tan importants com la trilogia d’El Padrí (1972), de Francis Ford Coppola, o Un dels nostres (1990), de Martin Scorsese. Tot i que aquest gènere s'ha desenvolupat principalment als Estats Units, existeixen exemples de cinema de gàngsters en altres cinematografies; tal és el cas, per exemple, de la pel·lícula brasilina Cidade de Deus (2002).

## Orígens
La prohibició del consum de begudes alcohòliques en Estats Units, coneguda com a llei seca, que va entrar en vigor al 1920, va proporcionar el caldo de cultiu ideal pel desenvolupament del crim organitzat. A les grans ciutats nord-americanes, els gàngsters, delinqüents professionals per als que el crim era una forma de vida, es van convertir en personatges a la vegada admirats i temuts pel públic. La seva ràpida ascensió social s'assemblava a una grotesca paròdia del somni americà. La indústria del cinema no va trigar en aprofitar-se d’aquell nou filó.
Encara que el tema del gàngster està ja present en films anteriors a la Primera Guerra Mundial, en l’època del cinema mut destaquen sobretot dues pel·lícules: Underworld (1927), de Josef von Sternberg, i The Racket (1928), de Lewis Milestone.
Poden considerar-se també precursores del cinema de gàngsters els films que Fritz Lang va rodar en Alemania sobre el personatge del doctor Mabuse: Dr. Mabuse, der Spieler (1922) i Das Testament des Dr. Mabuse (1933).

## L'època daurada
L’època daurada del cinema de gàngsters va arribar poc després: entre el 1929 i el 1934 es calcula que unes 250 pel·lícules van abordar el tema. D’elles, tres poden considerar-se obres destacades: Little Caesar (1931), de Mervyn LeRoy; The Public Enemy (1931), de William A. Wellman; i Scarface (1932), de Howard Hawks. Actors com Edward G. Robinson, James Cagney o Paul Muni es van convertir en icones del nou gènere.
Les pel·lícules anteriorment citades comparteixen una sèrie de característiques que resultaran, en lo successiu, definitòries del cinema de gàngsters:
1. El protagonista és un inmigrant (italià en Little Caesar (1931) i en Scarface (1932) i irlandès en The Public Enemy (1931), que somia amb superar la seva pobresa i assolir l’èxit. S'introdueix en una organització criminal i les seves "virtuts" li van fent pujar fins a les posicions més altes. En aquell moment, comencen els anuncis de decadència: la mort d’alguna persona propera (a vegades per pròpia mà, com en Scarface (1932), on Tony Camonte assassina al seu millor amic per mantenir relacions sexuals amb la seva germana, ignorant que s'havien casat); el rebuig o la traïció de la dona amada; el conflicte amb la família, etc. Poc després arriba la caiguda pròpiament dita, que sol ser bastant apocalíptica. El protagonista deu morir indefectiblement: cap d’aquests gàngsters clàssics termina la seva carrera entre reixes. La seva mort, crivellat per la policia o assassinat per una banda rival, és el punt àlgid del film: merescut càstig, però també consagració definitiva de l’heroi.
2. Existeix una sèrie de rols ben definits que es repeteixen amb lleus variacions en totes les pel·lícules del gènere: l’amic del protagonista (mor tràgicament, un dels tributs que el protagonista deu pagar per la seva ràpida ascensió); la dona fatal; la mare, que encarna els valors tradicionals, etc.
3. L'espai és característicament urbà, amb una sèrie de decorats que es repeteixen com clixés: les sales de festes, els speakeasies o bars clandestins, etc. Els protagonistes es troben en grans ciutats i, per aquest mateix motiu es poden relacionar amb altres immigrats d'altres barris, els mateixos amb els que s'enfrontaran per lluites dels territoris.

## La influència del Codi Hays
Al 1934 entra en vigor el Codi Hays, promogut per organitzacions de caràcter religiós (sobretot catòliques). Entre els principis fonamentals estava el de que els criminals havien de ser mostrats com malalts mentals. Havia d’evitar-se sempre tota glorificació del gàngster com heroi, deixant clar que el crim mai guanya, i la policia no podia ser mostrada com corrupta o inoperant.
Tot i que no totes van complir amb rigor els preceptes del Codi Hays, els films de gàngsters de la segona meitat de la dècada del 1930 acusen un canvi de rumb cap a narracions de caràcter més optimista. És el cas, per exemple, de Punt mort o d’Angels with Dirty Faces. Davant del fatalisme que presidia les pel·lícules de l’època daurada, els adolescents protagonistes d’aquests films escapen del seu previsible destí com criminals gràcies a la labor social de personatges com el sacerdot catòlic d'Angels with Dirty Faces, interpretat per Pat O'Brien.
En aquesta època comença a valorar-se positivament la labor policial, en films com G Men (1935), de William Keighley.
Es produeix una hibridació del cinema de gàngsters clàssic amb altres gèneres, en The Petrified Forest d'Archie Mayo.